# ده دلیان
ده دلیان، روستایی از توابع بخش مرکزی شهرستان همدان در استان همدان ایران است و از کنار روستا جاده ی همدان به قهاوند رد می شود

## جمعیت
این روستا در دهستان سنگستان قرار دارد و براساس سرشماری مرکز آمار ایران در سال ۱۳۹۵، جمعیت آن ۲۳۸ نفر (۷۳خانوار) بوده‌است.